# Century Child
Century Child – czwarty album studyjny fińskiego zespołu Nightwish, wydany w 2002 roku przez Spinefarm Records. To pierwszy album grupy z byłym już basistą i wokalistą zespołu, Marko Hietalą. Przedostatni z wokalistką Tarją Turunen.

## Opis albumu
Przed jego nagraniem, w zespole nastąpiły zmiany osobowe. Sami Vänskä, który był członkiem zespołu od albumu Oceanborn, musiał odejść. Marko Hietala, znany z zespołów Tarot i Sinergy, obiecał zastąpić go podczas prac nad nowym albumem i trasy koncertowej. Wieloletni przyjaciel grupy – Ewo Rytkönen – został ich nowym managerem. Aby uczcić "nowy początek", na stronie zespołu, 24 listopada 2001 (miesiąc przed Bożym Narodzeniem), otwarto oficjalny sklep z artykułami dla fanów zespołu. Nagrywanie nowego albumu Century Child rozpoczęto w styczniu 2002. 
Album Century Child wyszedł w maju 2002 roku i w ciągu dwóch godzin stał się w Finlandii złota płytą. W ciągu następnych dwóch tygodni osiągnął status platynowej płyty (30 000 sprzedanych kopii). W albumie tym pojawiły się pewne nowe elementy, np. żywa orkiestra, żywy chór i męski głos (partie Marko Hietali). W tym samym czasie Nightwish zajmował najwyższe miejsca na fińskich listach przebojów zarówno wśród albumów jak i singli, po raz pierwszy w ich historii. Także za granicą odnosili sukcesy: w Niemczech album zajął piąte miejsce, a w Austrii piętnaste. W lipcu odbyła się trasa koncertowa w Ameryce Południowej. W Brazylii pierwsza edycja Century Child została wyprzedana w ciągu jednego dnia. W ojczyźnie muzyków album sprzedał się w liczbie 59 000 kopii, co dało im drugie miejsce na liście najlepiej sprzedających się albumów 2002.

## Lista utworów
Opracowano na podstawie materiału źródłowego.
| Nr  | Tytuł utworu                                                                | Słowa                         | Muzyka                                           | Długość |
| --- | --------------------------------------------------------------------------- | ----------------------------- | ------------------------------------------------ | ------- |
| 1.  | „Bless The Child”                                                           | Tuomas Holopainen             | Tuomas Holopainen                                | 6:13    |
| 2.  | „End Of All Hope”                                                           | Tuomas Holopainen             | Tuomas Holopainen                                | 3:55    |
| 3.  | „Dead To The World”                                                         | Tuomas Holopainen             | Tuomas Holopainen                                | 4:20    |
| 4.  | „Ever Dream”                                                                | Tuomas Holopainen             | Tuomas Holopainen                                | 4:44    |
| 5.  | „Slaying The Dreamer”                                                       | Tuomas Holopainen             | Tuomas Holopainen, Emppu Vuorinen                | 4:32    |
| 6.  | „Forever Yours”                                                             | Tuomas Holopainen             | Tuomas Holopainen                                | 3:51    |
| 7.  | „Ocean Soul”                                                                | Tuomas Holopainen             | Tuomas Holopainen                                | 4:14    |
| 8.  | „Feel For You”                                                              | Tuomas Holopainen             | Tuomas Holopainen                                | 3:55    |
| 9.  | „The Phantom Of The Opera”                                                  | Charles Hart, Richard Stilgoe | Andrew Lloyd Webber                              | 4:10    |
| 10. | „Beauty Of The Beast: Long Lost Love - One More Night To Live - Christabel” | Tuomas Holopainen             | Tuomas Holopainen, Emppu Vuorinen, Marco Hietala | 10:21   |
|     |                                                                             |                               |                                                  | 50:15   |

| Edycja specjalna | Edycja specjalna                                                            | Edycja specjalna |
| Nr               | Tytuł utworu                                                                | Długość          |
| ---------------- | --------------------------------------------------------------------------- | ---------------- |
| 1.               | „Bless The Child”                                                           | 6:13             |
| 2.               | „End Of All Hope”                                                           | 3:55             |
| 3.               | „Dead To The World”                                                         | 4:20             |
| 4.               | „Ever Dream”                                                                | 4:44             |
| 5.               | „Slaying The Dreamer”                                                       | 4:32             |
| 6.               | „Forever Yours”                                                             | 3:51             |
| 7.               | „Ocean Soul”                                                                | 4:14             |
| 8.               | „Feel For You”                                                              | 3:55             |
| 9.               | „The Phantom Of The Opera”                                                  | 4:10             |
| 10.              | „Beauty Of The Beast: Long Lost Love - One More Night To Live - Christabel” | 10:21            |
| 11.              | „Over The Hills And Far Away” (teledysk)                                    | 5:03             |
|                  |                                                                             | 55:18            |

| Edycja japońska | Edycja japońska                                                             | Edycja japońska |
| Nr              | Tytuł utworu                                                                | Długość         |
| --------------- | --------------------------------------------------------------------------- | --------------- |
| 1.              | „Bless The Child”                                                           | 6:13            |
| 2.              | „End Of All Hope”                                                           | 3:55            |
| 3.              | „Dead To The World”                                                         | 4:20            |
| 4.              | „Ever Dream”                                                                | 4:44            |
| 5.              | „Slaying The Dreamer”                                                       | 4:32            |
| 6.              | „Forever Yours”                                                             | 3:51            |
| 7.              | „Ocean Soul”                                                                | 4:14            |
| 8.              | „Feel For You”                                                              | 3:55            |
| 9.              | „The Phantom Of The Opera”                                                  | 4:10            |
| 10.             | „Beauty Of The Beast: Long Lost Love - One More Night To Live - Christabel” | 10:21           |
| 11.             | „The Wayfarer”                                                              | 3:23            |
|                 |                                                                             | 53:38           |

| Edycja kolekcjonerska | Edycja kolekcjonerska                                                       | Edycja kolekcjonerska |
| Nr                    | Tytuł utworu                                                                | Długość               |
| --------------------- | --------------------------------------------------------------------------- | --------------------- |
| 1.                    | „Bless The Child”                                                           | 6:13                  |
| 2.                    | „End Of All Hope”                                                           | 3:55                  |
| 3.                    | „Dead To The World”                                                         | 4:20                  |
| 4.                    | „Ever Dream”                                                                | 4:44                  |
| 5.                    | „Slaying The Dreamer”                                                       | 4:32                  |
| 6.                    | „Forever Yours”                                                             | 3:51                  |
| 7.                    | „Ocean Soul”                                                                | 4:14                  |
| 8.                    | „Feel For You”                                                              | 3:55                  |
| 9.                    | „The Phantom Of The Opera”                                                  | 4:10                  |
| 10.                   | „Beauty Of The Beast: Long Lost Love - One More Night To Live - Christabel” | 10:21                 |
| 11.                   | „Lagoon”                                                                    | 3:47                  |
| 12.                   | „The Wayfarer”                                                              | 3:25                  |
| 13.                   | „Bless The Child” (Edit)                                                    | 4:09                  |
| 14.                   | „End Of All Hope” (Live)                                                    | 4:12                  |
| 15.                   | „Dead To The World” (Live)                                                  | 4:46                  |
|                       |                                                                             | 1:10:34               |

## Listy sprzedaży
| Lista                   | Kraj       | Pozycja |
| ----------------------- | ---------- | ------- |
| Sverigetopplistan       | Szwecja    | 39      |
| VG-Lista                | Norwegia   | 37      |
| Suomen virallinen lista | Finlandia  | 1       |
| Ö3 Austria Top 40       | Austria    | 15      |
| Schweizer Hitparade     | Szwajcaria | 50      |
| SNEP                    | Francja    | 32      |
| MegaCharts              | Holandia   | 41      |